# Kim (namn)
Kim är både ett efternamn och ett förnamn. Som förnamn bärs det både av män och av kvinnor. Kvinnonamnet anses vara en förkortning av Kimberly, mansnamnet en förkortning av Kimball eller Joakim. I Korea är Kim ett vanligt efternamn eller släktnamn och 20% av befolkningen i Sydkorea har efternamnet Kim, vilket gjort att många svenskar givit namnet Kim som förnamn till sina koreanska adoptivbarn.[källa behövs] I England blev namnet populärt efter att Kipling skrivit romanen Kim – hela världens lille vän 1901.
Den 31 december 2013 fanns det totalt 11 757 män och 4 357 kvinnor i Sverige med förnamnet Kim, varav 8 387 män och 2 420 kvinnor hade det som tilltalsnamn. Det var 528 personer bosatta i Sverige med efternamnet Kim.
Pojknamnet Kim är ganska vanligt bland de yngre, men flicknamnet var vanligare på 1980-talet.
År 2003 fick 133 pojkar och 41 flickor namnet, varav 79 respektive 13 fick det som tilltalsnamn.
I äldre generationer är Kim ett ovanligt namn men det steg i popularitet under 1980-talet. Geografiska skillnader kan märkas i att kvinnonamnet Kim är vanligast i Göteborg medan mansnamnet är populärt i hela landet utom i Göteborg och Stockholm. I Sverige har namnet använts sedan 1919.[källa behövs]
Namnsdag: 20 mars i Sverige. I den finlandssvenska namnsdagslängden har Kim namnsdag 20 mars sedan 1973.

## Personer med Kim som förnamn (urval)

### Män
- Kim Amb (född 1990), svensk friidrottare
- Kim Andersson (född 1982), svensk handbollsspelare
- Kim Bodnia (född 1965), dansk skådespelare
- Kim Borg (1919–2000), finländsk operasångare
- Kim Ekdahl Du Rietz (född 1989), svensk handbollsspelare
- Kim Fowley (född 1939), amerikansk skivproducent, sångare, artist
- Kim Hartman (sportkommentator) (född 1946), svensk sportkommentator
- Kim Källström (född 1982), svensk fotbollsspelare
- Kim Larsen (1945–2018), dansk rockmusiker
- Kim Peek (1951–2009), amerikansk savant
- Kim Philby (1912–1988), brittisk spion
- Kim Ruzz, dansk trumslagare
- Kim Sigler (1894–1953), amerikansk politiker, republikan, guvernör i Michigan
- Kim Sulocki (född 1972), svensk skådespelare
- Kim Eriksson (född 1984), sverigefinsk travtränare och travkusk

### Kvinnor
- Lil' Kim (född 1974), amerikansk rappare och skådespelare
- Kim Anderzon (1943–2014), svensk skådespelare
- Kim Basinger (född 1953), amerikansk skådespelare
- Kim Gordon (född 1953), amerikansk sångerska och skådespelare
- Kim Hartman (född 1952), brittisk skådespelare
- Kim Kardashian (född 1980), amerikansk TV-personlighet
- Kim Kashkashian (född 1952), amerikansk violaspelare
- Kim Kimselius (född 1954), svensk författare
- Kim Kärnfalk (född 1974), svensk sångerska och programledare
- Kim Martin (född 1986), svensk ishockeymålvakt
- Kim Novak (född 1933), amerikansk skådespelare
- Kim Procopé (född 1938), finlandssvensk skådespelare
- Kim Småge (född 1945), norsk kriminalförfattare
- Kim Wall (1987–2017), svensk journalist, mördad ombord på en ubåt
- Kim Wilde (född 1960), brittisk sångerska

## Personer med Kim som efternamn eller släktnamn
Personer utan angiven nationalitet är från Sydkorea.

### A

#### Män
- Anatolij Kim (född 1939), rysk författare

### B

#### Män
- Kim Bo-Kyung (född 1989), fotbollsspelare
- Kim Bo-ram (född 1973), bågskytt
- Kim Bub-Min (född 1991), bågskytt
- Kim Byung-Joo (född 1968), judoutövare

#### Kvinnor
- Birdie Kim (född 1981), golfspelare

### C

#### Män
- Kim Chang-Soo (född 1985), fotbollsspelare
- Kim Chel-Hwan (född 1971), landhockeyspelare
- Kim Cheol-min (född 1992), skridskoåkare
- Kim Chung-tae (född 1980), bågskytt

#### Kvinnor
- Kim Cha-youn (född 1981), handbollsspelare
- Kim Cheong-shim (född 1976), handbollsspelare
- Kim Choon-rye (född 1966), handbollsspelare

### D

#### Män
- Kim Dae-Eun (född 1984), gymnast
- Kim Dae-jung (1925–2009), sydkoreansk politiker, mottagare av Nobels fredspris
- Daniel Dae Kim (född 1968), sydkoreansk-amerikansk skådespelare
- Kim Do-Hoon (född 1970), fotbollsspelare
- Kim Dong-Joo (född 1976), basebollspelare
- Kim Dong-moon (född 1975), badmintonspelare

### E

#### Män
- Kim Eui-Kon (född 1958), brottare

#### Kvinnor
- Kim Eun-mi (född 1975),handbollsspelare
- Kim Eun-Suk (född 1963), basketspelare

### G

#### Män
- Kim Gwong-Hyong (född 1946), nordkoreansk brottare

### H

#### Män
- Kim Han-Soo (född 1971), basebollspelare
- Kim Hyeon-Woo (född 1988), brottare
- Kim Hyun-joong (född 1986), skådespelare, modell och sångare
- Kim Hyun-Soo (baseboll) (född 1988), basebollspelare
- Kim Hyun-Sung (född 1989), fotbollsspelare

#### Kvinnor
- Kim Hwa-sook (född 1971), handbollsspelare
- Kim Hwa-Sun (född 1962), basketspelare
- Kim Hyang-Mi (född 1979), nordkoreansk bordtennisspelare
- Kim Hyun-a (född 1992), sångerska, låtskrivare, designer och modell
- Kim Hyun-mee (född 1967), handbollsspelare
- Kim Hyun-ok (född 1974), handbollsspelare

### I

#### Män
- Kim Il (1910–1984), nordkoreansk premiärminister
- Kim Il (brottare) (född 1971), nordkoreansk brottare
- Kim Il-sung (1912–1994), nordkoreansk politisk ledare, diktator
- Kim Il-chol (född 1933), nordkoreansk politiker
- Kim In-Sub (född 1973), brottare

### J

#### Män
- Kim Jae-Bum (född 1985), judoutövare
- Kim Jae-hwan (född 1966), handbollsspelare
- Kim Jae-Yup (född 1965), judoutövare
- Jim Yong Kim (född 1959), sydkoreansk-amerikansk läkare och världsbankschef
- Kim Jin-Kyu (född 1985), fotbollsspelare
- Kim Jong-il (1941–2011), nordkoreansk politisk ledare, diktator
- Kim Jong-Hun (född 1956), nordkoreansk fotbollsspelare
- Kim Jong-Kyu (född 1958), brottare
- Kim Jong-nam (1971–2017), medlem av Nordkoreas politiskt ledande familj
- Kim Jong-pil (född 1926), politiker
- Kim Jong-Shin (född 1970), brottare
- Kim Jong-un (född 1984), nordkoreansk politisk ledare, diktator
- Kim Jung-Chul (född 1977), landhockeyspelare
- Kim Jung-Hwan (född 1983), fäktare
- Kim Jung-Joo (född 1981), boxare
- Kim Jung-woo (född 1982), fotbollsspelare

#### Kvinnor
- Jacqueline Kim (född 1965), amerikansk skådespelare
- Kim Jang-Mi (född 1992), sportskytt
- Kim Jeong-mi (född 1975), handbollsspelare
- Kim Ji-Yeon (född 1988), fäktare
- Kim Jin-ho (född 1961), bågskytt
- Kim Jo-sun (född 1975), bågskytt
- Kim Jong-suk (1917–1949), nordkoreansk aktivist och soldat

### K

#### Män
- Kim Kee-Hee (född 1989), fotbollsspelare
- Kim Ki-duk (född 1960), sydkoreansk filmregissör
- Kim Ki-Tae (född 1969), basebollspelare
- Kim Ki-Taik (född 1962), bordtennisspelare
- Kim Kum-Il (född 1987), nordkoreansk fotbollsspelare
- Kim Kwang-Hyun (född 1988), basebollspelare
- Kim Kwang-Sun (född 1964), boxare
- Kim Kyong-hun (född 1975), taekwondoutövare
- Kim Kyung-Seok (född 1972), landhockeyspelare

#### Kvinnor
- Kim Kyung-Ah (född 1977), bordtennisspelare
- Kim Kyung-soon (född 1965), handbollsspelare
- Kim Kyung-wook (född 1970), bågskytt

### M

#### Män
- Kim Min-Jae (född 1973), basebollspelare
- Kim Moon-soo (född 1963), badmintonspelare
- Kim Myong-Gil (född 1984), nordkoreansk fotbollsspelare
- Kim Myong-Won (född 1983), nordkoreansk fotbollsspelare
- Kim Myungsoo (född 1992), sångare, skådespelare och modell

#### Kvinnor
- Maria Kim (född 1972), svensk skådespelare
- Mi-Hyun Kim (född 1977), golfspelare
- Kim Mi-Jung (född 1971), judoutövare
- Kim Mi-sim (född 1970), handbollsspelare
- Kim Mi-sook (född 1962), handbollsspelare
- Kim Mi-Sun (född 1964), landhockeyspelare
- Kim Moo-Kyo (född 1975), bordtennisspelare
- Kim Myung-Ok (född 1972), landhockeyspelare
- Kim Myung-soon (född 1964), handbollsspelare

### N

#### Män
- Kim Nam-Il (född 1977), fotbollsspelare
- Kim Nam-Joon (född 1994), sydkoreansk rappare

#### Kvinnor
- Kim Nam-soon (född 1980), bågskytt
- Kim Nam-sun (född 1981), handbollsspelare
- Nellie Kim (född 1957), sovjetisk gymnast

### O

#### Kvinnor
- Kim O-na (född 1988), handbollsspelare
- Kim Ok-hwa (född 1958), handbollsspelare

### R

#### Kvinnor
- Kim Rang (född 1974), handbollsspelare

### S

#### Män
- Kim Sang-Kyu (född 1960), brottare
- Kim Seok-Jin (född 1992) , sydkoreansk sångare
- Kim Seong-soo (1891–1955), politiker, Sydkoreas vicepresident 1951–1952
- Kim Song-Guk (född 1984), nordkoreansk boxare
- Kim Soo-hag (1896–1967), politiker
- Kim Soo-Kyung  (född 1979), basebollspelare
- Kim Su-hak (född 1942), nordkoreansk politiker, folkhälsominister
- Kim Sung-Gan (1912–1984), japansk fotbollsspelare
- Kim Sung-Moon (född 1965), brottare

#### Kvinnor
- Sandra Kim (född 1972), belgisk sångerska
- Kim Seon-Young (född 1979), judoutövare
- Kim Soo-nyung (född 1971), bågskytt
- Kim Soon-Duk (född 1967), landhockeyspelare
- Kim Sul-Song (född 1974), nordkoreansk politiker
- Kim Sung-ae (född 1924), nordkoreansk politiker

### T

#### Män
- Kim Tae-Gyun (född 1971), brottare
- Kim Tae-Hyung (född 1995), sydkoreansk sångare
- Kim Tae-Woo (född 1962), brottare
- Kim Taek-Soo (född 1970), bordtennisspelare
- Kim Tu-bong (1886–1957 (?)), nordkoreansk politiker, president 1945–1957

### U

#### Män
- Kim U-Gil (född 1949), nordkoreansk boxare
- Kim Un-Chol (född 1979), nordkoreansk boxare
- Kim Un-Guk (född 1988), nordkoreansk tyngdlyftare

### W

#### Män
- Kim Weon-Kee (född 1962), brottare

### Y

#### Män
- Kim Yong-Bae (född 1974), landhockeyspelare
- Kim Yong-chun (född 1936), nordkoreansk politiker och militär
- Kim Yong-Ik (född 1947), nordkoreansk judo-utövare
- Kim Yong-il (född 1944), nordkoreansk politiker, premiärminister
- Kim Yong-nam (född 1928), nordkoreansk politiker
- Kim Yong-Sik (född 1967), nordkoreansk brottare
- Kim Yong-Sik (fotboll) (1910–1985), japansk fotbollsspelare
- Kim Yoon (född 1974), landhockeyspelare
- Kim Yoon-man (född 1973), skridskoåkare
- Kim Young-Gwon (född 1990) fotbollsspelare
- Kim Young-ha (född 1968), författare
- Kim Young-Ho (född 1971), fäktare
- Kim Young-Nam (född 1960), brottare
- Kim Young-sam (1927–2015), politiker, Sydkoreas president 1993–1998

#### Kvinnor
- Kim Yeong-Hui (född 1963), basketspelare
- Kim Yo-jong (född 1987), nordkoreansk politiker
- Kim Yoon-jin (född 1973), skådespelare
- Kim Young-Sook (född 1965), landhockeyspelare
- Kim Yuna (född 1990), konståkare